# Хорикон (Висконсин)
Хорикон (енгл. Horicon) град је у америчкој савезној држави Висконсин.

## Демографија
По попису из 2010. године број становника је 3.655, што је 120 (-3,2%) становника мање него 2000. године.
| Група             | 2000.         | 2010.         |
| Белци             | 3.647 (96,6%) | 3.418 (93,5%) |
| Афроамериканци    | 15 (0,4%)     | 13 (0,4%)     |
| Азијати           | 7 (0,2%)      | 24 (0,7%)     |
| Хиспаноамериканци | 79 (2,1%)     | 151 (4,1%)    |
| Укупно            | 3.775         | 3.655         |